# Нусах сфарад
Нусах сфарад (ивр. נוסח ספרד‎, буквально — «испанский вариант», «испанский канон») — распорядок молитв, представляющий собой соединение обычаев ашкеназских евреев с учением лурианской каббалы. Вопреки названию, нусах сфарад используется не сефардами (потомками евреев, изгнанных из Испании в 1492 году), а ашкеназами в хасидских общинах.

## История
Каббалистическая школа, основанная в XVI веке Ицхаком Лурией (известен также под нотариконом Ари) приобрела в еврейском мире большой авторитет и популярность. Так как Ари молился по сефардскому нусаху, то у многих появилось убеждение, что сефардский канон обладает большей духовной силой, чем ашкеназский. Вследствие этого некоторые каббалистические группы в Европе перешли на сефардский обряд, но вначале это не получило распространения, так как считалось, что еврею следует держаться обычаев своей семьи.
Ситуация изменилась в XVIII веке с появлением хасидизма. Из учения Ари хасиды сделали вывод, что, хоть и предпочтительно следовать обычаям предков, но в отношении молитвенного канона это не представляется возможным, так как каждый молитвенный канон предназначен для того или иного из двенадцати колен Израилевых, а у современных евреев информация о принадлежности к определённому колену утрачена. Однако, должен существовать некий универсальный канон для тех, кто своего колена не знает. В результате хасиды, введя в ашкеназский канон ряд элементов сефардского, создали универсальный «нусах сфарад». Утверждалось, что этот канон восходит непосредственно к Ари.
Распространение хасидизма привело к тому, что нусах сфарад стал основным молитвенным каноном в Восточной Европе, а затем — в ашкеназских общинах в Израиле. Среди сефардов нусах сфарад почти не получил распространения (сами сефарды называют его «нусах хасидим») В разных направлениях хасидизма возникали различные варианты этого канона, различающиеся количеством введённых в ашкеназский канон сефардских элементов. Так, например, вариант последователей Йосефа-Цви Душинского (нусах Махариц) максимально близок к ашкеназскому нусаху. Известен вариант, составленный Шнеуром Залманом из Ляд, первым ребе Хабада, имеющий собственное название «нусах Ари» (נוסח האר"י); в нём исправлен ряд грамматических ошибок, возникших из-за того, что в первых молитвенниках нусаха сфарад механически объединялись ашкеназская и сефардская версии текста молитв. Существуют варианты нусаха сфарад, которые почти не следуют обычаям Ари.

## Отличительные черты
Нусах сфарад является по своей сути ашкеназским, но с добавлением ряда сефардских элементов:
- Тфилин не возлагаются в Холь ха-Моэд.
- Отдельное благословение на головную тфилу произносится только, если между возложением ручной и головной тфилин пришлось отвлечься на посторонний разговор.
- Благословение Барух ше-амар читается после псалма из 1Пар. 16:8—36, который, таким образом, не включается в состав Псукей де-зимра («стихов пения»), а присоединяется к «Седер корбанот» (описанию жертвоприношений).
- Перед минхой читается «Седер корбанот»; таким образом, этот отрывок читается дважды в день.
- Второе благословение перед Шма и утром, и вечером начинается со слов «любовью вечной».
- Второе благословение молитвы «Амида» летом содержит упоминание о росе.
- Кдуша начинается со слов «мы будем превозносить и освящать Тебя» в шахарит и со слов «короной увенчают Тебя» в мусафе.
- Последнее благословение молитвы «Амида» в минхе читается в полной форме (согласно нусаху Ари — всегда в полной форме)[1].
- Некоторые гафтарот отличаются от ашкеназского канона.
- Текст Кадиша включает упоминание о Машиахе (ויצמח פורקנה ויקרב משיחה — «и взрастит Он спасение, и приблизит приход Машиаха своего») — одно из самых известных отличий. Чернобыльские хасиды говорят ויצמח פורקניה ויקרב קץ משיחיה.
- В молитву включаются отрывки из Зогара — каббалистическая молитва «Брих шме» (отсутствует в ашкеназском каноне).
- В молитве «Амида» имеется ряд изменений текста в соответствии с каббалой.
- Ежедневно читаются исповедь и «Тринадцать качеств милосердия» в Таханун.